# Butin de Hagenbach
Le butin de Hagenbach fait suite à un pillage en Gaule aquitaine ; il a été perdu par les pillards lors de la traversée du Rhin avec leur butin, de retour de Gaule, et récupéré près de 17 siècles plus tard. Il est composé de 346 objets antiques, dont 129 lames d'argent votives portant de nombreuses inscriptions et noms propres indigènes qui augmentent les connaissances en onomastique du Sud-Ouest de la  Gaule aquitaine.

## Découverte
Le butin de Hagenbach a été récupéré lors de dragages d'une gravière près du Rhin, effectués entre 1961 et 1973. En fait deux ensembles ont été trouvés, à Neupotz et Hagenbach, distants de 12 km, mais ils ne paraissent pas liés. 
Ils sont des témoins archéologiques indépendants de raids de pillages germaniques en Gaule, au IIIe siècle. 
Le butin a été perdu par les pillards lors de la traversée du Rhin, de retour de Gaule.
Ces deux trésors, ou butins, et deux autres extraits du Rhin respectivement à Otterstadt et à Lingenfeld, ont fait l'objet d'une exposition en Rhénanie-Palatinat.

## Origine et inscriptions
La plupart, sinon toutes, les pièces sont des objets métalliques. Si la présence de monnaies permet de préciser la datation pour le butin de Neupotz, dans le cas de celui de Hagenbach c’est l’analyse stylistique des objets mobiliers qui les place au IIIe siècle. L’intérêt exceptionnel du butin de Hagenbach repose largement sur un ensemble de 129 plaques d’argent votives, dont la parenté renforce l’hypothèse d’un groupe d’origine unique. 

### Dédicaces
34 plaques portent des graffiti exprimant des offrandes en l’honneur d’un dieu Mars.
Joaquin Gorrochategui propose comme provenance pour ces nombreux documents épigraphiques un des sanctuaires sub-pyrénéens du dieu Mars les plus connus : en particulier, à Vicus Julii (Aire-sur-l'Adour) ou à Lugdunum Convenarum (Saint-Bertrand-de-Comminges).

### Noms propres
Si le contexte de la langue et les caractères sont latins, des mots autochtones affleurent. Ces mots sont principalement les noms propres des dédicants : huit seulement portent des noms entièrement romains. Les noms de type indigène sont, dans plusieurs cas, particuliers à la « petite » Aquitaine sub-pyrénéenne (Aquitania décrite par Jules César, ou Aquitaine protohistorique).